# Albert Værnéus
Gustaf Albert Johansson Værnéus, född den 4 maj 1861 i Värna socken, Östergötlands län, död den 9 oktober 1938 i Linköping, var en svensk klassisk filolog och skolman.

## Biografi
Værnéus studerade i Linköping och blev höstterminen 1879 student vid Uppsala universitet, där han avlade filosofie kandidatexamen 1883 och filosofie licentiatexamen 1888. Han promoverades till filosofie doktor 1889. Værnéus blev lektor i grekiska och latinska språken vid högre allmänna läroverket i Linköping 1891. Han var rektor vid högre allmänna läroverket i Linköping 1901–1926. Efter sin pensionering blev Værnéus rektor för Linköpings gymnasium för flickor. Han var även verksam som kommunalman. Værnéus blev riddare av Nordstjärneorden 1906 och kommendör av andra klassen av Vasaorden 1920.

### Familj
Albert Værnéus var son till folkskolläraren Anders Gustaf Johansson vid Bersbo och Gustava Helena Wickbom. Han gifte sig 30 november 1889 med Agnes Lydia Johansson (1863–1940), dotter till fabriksägaren Johannes Johanson i Borås och Elisabeth Charlotta Rydin. De fick tillsammans barnen Gustava Elisabeth Johansson, gift Esseen, (1891–1948) och läkaren Alf Værnéus (1895–1969) i Stockholm. Makarna Værnéus och deras barn vilar på Gamla griftegården i Linköping.